# Juan José Saer
Juan José Saer (28 iunie 1937 - 11 iunie 2005) a fost unul dintre cei mai importanți romancieri argentinieni din ultimii cincizeci de ani. 
S-a născut în Serodino din imigranți sirieni, un mic orasel în Provincia Santa Fe. A studiat dreptul și filozofia la „Universitatea Națională din Littoral”.